# مارلي وأنا (فلم)
مارلي وأنا (بالإنجليزية: Marley & Me) فيلم أمريكي تم إنتاجه سنة 2008.

## طاقم التمثيل
- أوين ويلسون
- جينيفر أنيستون
- إيريك دين
- آلان آركين
- هالي هدسون
- كاثلين ترنر
- ناثان جامبل

## القصة
اثنان متزوجاً، اخذها زوجها إلى مربيه كلاب ليشتري لها كلب صغير في عيد ميلادها. كان هذا الكلب الصغير لديه طاقة كبيرة جدا حيث لا يستطع السيطرة علية بسهوله واتعب الزوجان كثيراً. كان جون الزوج مخبر ثم تحول كتاب قصص مشهور ثم انتقل العيش بمكان اخر واخذ زوجته وكلبه وثلاث من اطفله ليعشو بمكان اخر، كانت الحياة جميلة وكان هذا الكلب يمثل فرد من العائلة. بعد سنوات وفي يوماً ممطر آلتوت معدت الكلب مارلي ولكن انقذوه في مستشفى الحيوانات، بعد فترة حصل له ذلك مرة أخرى فلم يستطيعو انقاذة فحقنو السم في جسدها لكي يموت بدون ان يتآلم بعدها اخذو الكلب دفنوه تحت شجرة بحديقة المنزل وكانت نهاية حزينة جداً. والفلم مآخوذ من قصه حقيقه ويوجد كتاب له ايضاً.

## وصلات خارجية
- مقالات تستعمل روابط فنية بلا صلة مع ويكي بيانات